# Chochoł (góra)
Chochoł (niem. Kinderberg) - szczyt ok. 673 m n.p.m. w południowo-zachodniej Polsce, w Sudetach Środkowych, w Górach Stołowych, w paśmie Zaworów.
Góra położona jest w północnej części Zaworów, na wschód od masywu Rogu, z którym łączy się poprzez Drogosz. Tworzy grzbiet o przebiegu równoleżnikowym, który na wschodzie łączy się z Bieśnikiem.
Masyw zbudowany jest z górnokredowych piaskowców i mułowców. Niższe partie zboczy od południa i południowego wschodu zbudowane są z piaskowców triasowych barwy czerwonej.
Masyw porośnięty lasem świerkowym. Na wierzchołku in północnych zboczach liczne, rozległe polany.